# Tomas Alberto Clavel Méndez
Tomas Alberto Clavel Méndez (ur. 21 grudnia 1921 w Cañazas, zm. 13 października 1988) – panamski duchowny katolicki, biskup diecezjalny David 1955-1964, arcybiskup metropolita Panamy 1964-1968 i biskup tytularny Alexanum w latach 1968-1978.

## Życiorys
Święcenia kapłańskie otrzymał 7 grudnia 1947.
24 lipca 1955 papież Pius XII mianował go biskupem diecezjalnym David. 25 września 1955 z rąk arcybiskupa Paula Berniera przyjął sakrę biskupią. 3 marca 1964 mianowany przez papieża Pawła VI arcybiskupem metropolitą Panamy. 18 grudnia 1968 zrezygnował z zajmowanej funkcji i został wyznaczony na biskupa tytularnego Alexanum, z której to godności zrezygnował 21 lutego 1978.
Zmarł 13 października 1988.